# Judicaël Perroy

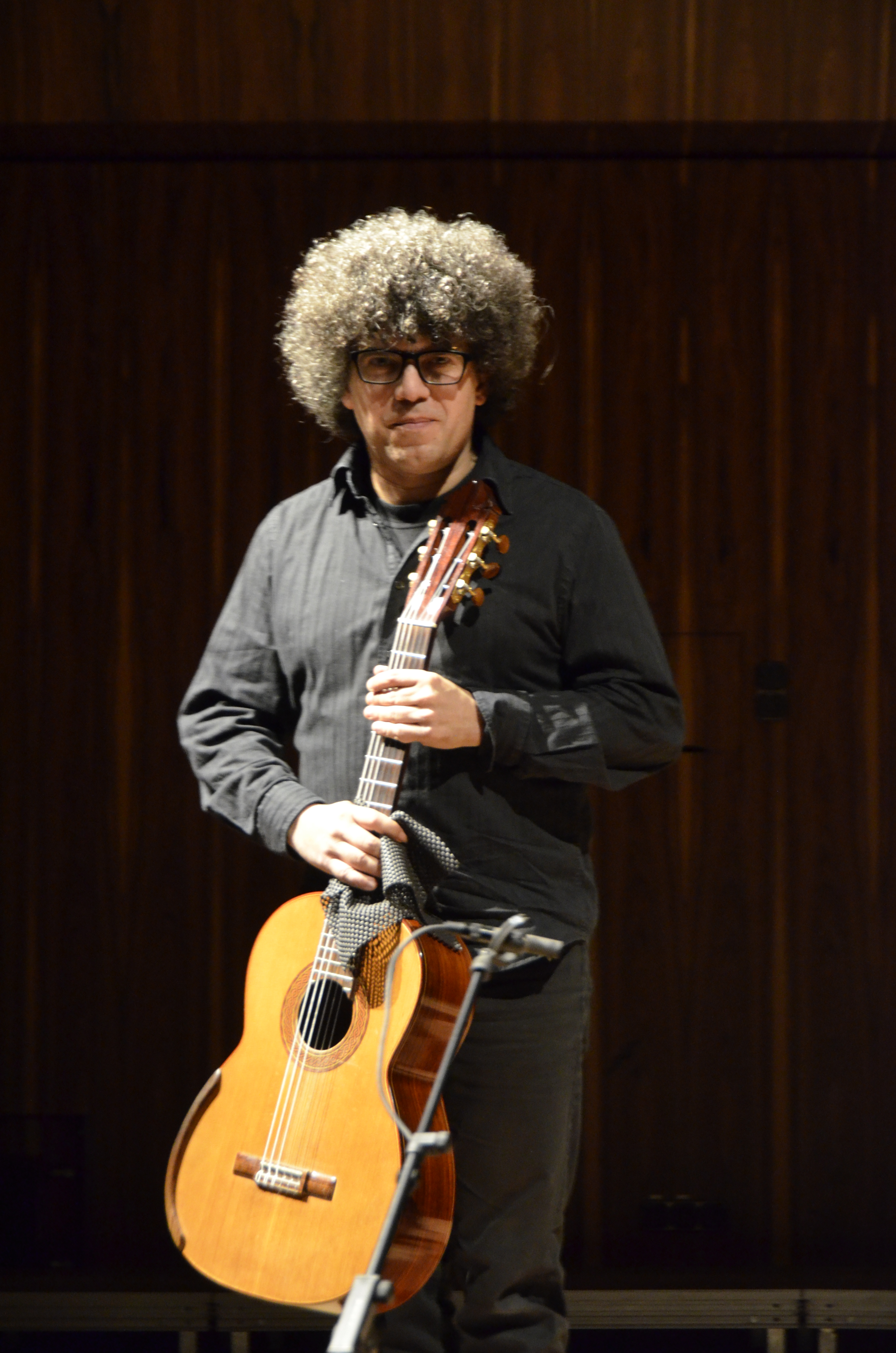
Judicaël Perroy, Darmstadt 2017.

Judicaël Perroy (geb. 21. Juli 1973 in Paris) ist ein französischer Gitarrist und Gitarrenlehrer.

## Jugend und Ausbildung
Perroy erbte von seinem Vater die Begeisterung für das Gitarrenspiel. Im Alter von sieben Jahren begann er seine Ausbildung am Conservatoire Municipal Inter-Arrondissements de Paris. Bereits in diesen frühen Jahren hatte er nach seinen Erzählungen eine Art Erleuchtung: „Ganz plötzlich verstand ich auf einmal, wie das Instrument  funktioniert.“
1983 wechselte er an das Conservatoire de Musique (Conservatoire à rayonnement départemental) in Aulnay-sous-Bois, einem Vorort von Paris. Dort lernte er bei Delia Estrada, Roberto Aussel und Raymond Gratien. Er galt als Wunderkind. Im Alter von elf Jahren spielte er als Solist zwei Vivaldi-Konzerte zusammen mit einem vollen Orchester unter der Leitung von André Girard im Theatre du Mans, in Le Mans.

## Karriere
Ein zweiter Preis beim International Competition of the Ile-de-France 1988 war der eigentliche Beginn seiner Karriere. 1988 schloss er sein Studium mit summa cum laude ab und erhielt den ersten Preis der Akademie. Er führte seine Studien zunächst privat bei Pablo Márquez weiter, dann mit Roberto Aussel und Daniel Lavialle. An der Universität belegte er zunächst Kurse für Wirtschaftswissenschaften und Mathematik und unterbrach für zwei Jahre das Gitarrespielen. Mit 19 Jahren begann er, wenige Wochen vor dem 15ème Concours International de guitarre René Bartoli, auf Drängen von Raymond Gratien erneut mit dem Spielen und gewann den Großen Preis der Jury sowie den Publikumspreis. Daraufhin erwarb er einen Abschluss an der École Normale de Musique de Paris (1994). Dort studierte er bei Alberto Ponce. Im selben Jahr erwarb er seine License de Concert und nahm am Wettbewerb 7th International Guitar Competition of Bourg-Madame teil, wo er wieder den Publikumspreis errang. 1996 erhielt er den ersten Preis der Abschlussklasse der Conservatoire National de Musique et de Dance de Paris und gewann internationales Ansehen durch den ersten Preis bei der Guitar Foundation of America International Solo Competition, die 1997 in La Jolla, Kalifornien abgehalten wurde. Zum Preis gehörte eine Konzerttour durch sechzig Städte in Nordamerika 1998. Seither hat er weltweit Konzerte gegeben und arbeitet als Professor für Gitarre. Einige seiner Schüler haben selbst Preise gewonnen, unter anderem Thomas Viloteau.

## Lehre
Perroy lebt in Paris. Er ist Professor für klassische Gitarre in mehreren Musikschulen: Pôle Superiour 93 Seine-Saint-Denis-Île-de-France (Aubervilliers, 2012–); L'Association de préfiguration du Pôle Superiour d'enseignements artistiques (apPSEA), Lille (Nord-Pas-de-Calais, 2010–); L'École Nationale de Musique d'Aulnay-sous-Bois (2004–).

## Aufnahmen
Perroy spielt vor allem Werke klassischer Komponisten wie Bach, Mauro Giuliani, Händel und Isaac Albéniz, sein Repertoire umfasst aber auch moderne Stücke (Piazzola, Nũnez, Nikita Koshkin). Seine Transkription von Bachs zweiter Partita in c-moll, BWV 826, ein Hauptwerk für die klassische Gitarre, wurde bei Naxos Records 2010 als Teil einer All-Bach-CD veröffentlicht.

## Diskographie
- Quantum (1998): Paganini; Granados; Albéniz; Dodgson.
- Bayard Musique (new distribution, not reissued): Aspen Suite (2000); Albéniz; Giuliani; Barrios; Nuñez; Piazzolla; Koshkin.
- Mel Bay (1999): Live Recital at Texas Tech University, Lubbock, Texas: Barrios; Piazzolla; Nuñez; Paganini; Giuliani; Bach; Albéniz.
- Bayard Musique (2001): Méditation (flute and Guitar) with Florence Bellon: Anonymous; Schubert (arr. Mertz); Vivaldi; Handel; Castérède; Bach; Dowland; Giuliani; Poulenc; Debussy; Ravel.
- Bayard Musique (2002): Méditation (harp and guitar) with Joanna Kozielska: Rodrigo; Pachelbel; Handel; Respighi; Debussy; Anonymous; Bach; Handel; Albinoni; Beethoven; Albéniz.
- Soundset: The Well-tempered Koshkin (2000) Participation in trio with Frank Koonce and Nikita Koshkin.
- Bayard Musique (2008): La Magie de la Guitare: Vivaldi; Bach; Schubert; Paganini; Albéniz; Granados; Anonymous; Rossini; Handel; Giuliani; Barrios; Piazzola; Nuñez; Koshkin.
- Naxos (2010): J. S. Bach, Transcriptions for Guitar, Partita No. 2, BWV 826; Suite, BWV 997; Prelude, Fugue and Allegro, BWV 998; Concerto, BWV 972.